# Memoriale Cavallero

Ugo Cavallero in uniforme da generale d'armata.

Per memoriale Cavallero si intendono due diversi documenti che hanno fatto parte della storia d'Italia durante il periodo fascista.

## La lettera di Mussolini
Il 22 maggio 1939 Italia e Germania, rappresentate rispettivamente dai ministri degli esteri Galeazzo Ciano e Joachim von Ribbentrop, firmarono a Berlino un'alleanza difensiva-offensiva, che Mussolini aveva inizialmente pensato di battezzare Patto di Sangue, ma che poi aveva più prudentemente chiamato Patto d'Acciaio. Il testo dell'accordo prevedeva che le due parti contraenti fossero obbligate a fornirsi reciproco aiuto politico e diplomatico in caso di situazioni internazionali che mettessero a rischio i propri interessi vitali. Questo aiuto sarebbe stato esteso anche al piano militare qualora si fosse scatenata una guerra. I due Paesi si impegnavano, inoltre, a consultarsi permanentemente sulle questioni internazionali e, in caso di conflitti, a non firmare eventuali trattati di pace separatamente.
Pochi giorni prima, Ciano aveva incontrato Ribbentrop per chiarire alcuni punti del trattato prima di firmarlo. In particolare la parte italiana, conscia della propria impreparazione militare, voleva rassicurazioni sul fatto che i tedeschi non avessero intenzione di iniziare a breve una nuova guerra europea. Il ministro Ribbentrop tranquillizzò Ciano, dicendo che «la Germania è convinta della necessità di un periodo di pace che dovrebbe essere non inferiore ai 4 o 5 anni» e che le divergenze con la Polonia per il controllo del Corridoio di Danzica sarebbero state appianate «su una strada di conciliazione». Siccome la rassicurazione di nessun conflitto armato per quattro o cinque anni faceva arrivare al 1943 o al 1944 e, quindi, coincideva con la previsione di Mussolini del 4 febbraio 1939 di essere militarmente pronto per il 1943, il Duce diede il suo assenso definitivo per la firma dell'alleanza. Vittorio Emanuele III, nonostante la decisione di Mussolini, continuò a manifestare i propri sentimenti antigermanici e il successivo 25 maggio, al ritorno di Ciano da Berlino, commentò che «I tedeschi finché avran bisogno di noi saranno cortesi e magari servili. Ma alla prima occasione, si riveleranno quei mascalzoni che sono».
Dal 27 al 30 maggio il Duce fu impegnato nella stesura di un testo indirizzato ad Adolf Hitler, successivamente passato alla storia come memoriale Cavallero dal nome del generale Ugo Cavallero, che glielo consegnò ai primi di giugno, nel quale venivano inserite alcune interpretazioni italiane del Patto da poco stipulato. Nello specifico Mussolini, nonostante ritenesse inevitabile una futura «guerra fra le nazioni plutocratiche e quindi egoisticamente conservatrici e le nazioni popolose e povere», ribadì che Italia e Germania avessero «bisogno di un periodo di pace di durata non inferiore ai tre anni» allo scopo di completare la propria preparazione militare, e che un eventuale sforzo bellico avrebbe potuto avere successo solo a partire dal 1943. Oltre a ciò, per ribadire l'indisponibilità italiana, il successivo 23 giugno vennero consegnate le cosiddette opzioni in Alto Adige e, il 26 agosto, la lista del molibdeno.
Nel memoriale, Mussolini affermò che «l'Italia ha bisogno di un periodo di preparazione che può andare a tutto il 1942» per una serie di motivi, tra cui: «per sistemare militarmente la Libia, l'Albania e pacificare l'Etiopia, dalla quale deve uscire un'armata di mezzo milione di uomini; per ultimare la costruzione e il rifacimento delle 6 navi di linea attualmente in corso; per il rinnovamento di tutte le nostre artiglierie di medio e grosso calibro; per spingere innanzi la realizzazione dei piani autarchici che devono rendere vano ogni tentativo di blocco da parte delle democrazie possidenti». Quindi manifestò i problemi dell'esercito in termini di uomini già impegnati e di artiglierie insoddisfacenti, della marina per le corazzate in allestimento o riallestimento (la nuova classe Littorio e le rimodernate classe Conte di Cavour e classe Duilio), e dell'apparato industriale per fornire i mezzi necessari. Il Duce sottolineò come «La guerra che le grandi democrazie preparano è una guerra di usura. Bisogna quindi partire dall'ipotesi più dura, che è la possibile al cento per cento. L'Asse non riceverà più nulla dal resto del mondo», e pose le basi per l'invasione di tutti i Balcani, compresi i regimi amici come Jugoslavia e Grecia.
Finì dicendo che «L'Italia può mobilitare proporzionalmente un numero maggiore di uomini che la Germania. A una abbondanza di uomini corrisponde una modestia di mezzi. L'Italia - nel piano bellico - darà quindi più uomini che mezzi: la Germania più mezzi che uomini. Desidero sapere se le considerazioni suesposte incontrano l'approvazione del Führer. Nel qual caso bisogna che su tali direttive si preparino i piani degli Stati Maggiori». Hitler fece riferire a Mussolini che «è in generale pienamente d'accordo con le considerazioni in esso esposte», chiedendo un incontro con il Duce per agosto 1939, che però non si svolse.

## Le dichiarazioni a Forte Boccea

Galeazzo Ciano con Giacomo Carboni nel 1943.

Il secondo memoriale Cavallero fu un documento che raccolse le dichiarazioni fatte al generale Giacomo Carboni a Forte Boccea da Ugo Cavallero, mentre quest'ultimo si trovava in stato di arresto. Secondo Arrigo Petacco, il generale Cavallero era stato arrestato in quanto nemico personale di Pietro Badoglio. Secondo altri, invece, Cavallero era realisticamente convinto dell'impossibilità dell'Italia di continuare la guerra ed era stato perciò esonerato dal ruolo di capo di Stato Maggiore il 31 gennaio 1943, pochi mesi prima della caduta di Mussolini. In ogni caso, al suo arresto non seguirono accuse.
Questo memoriale delineava la sua posizione anti-mussoliniana e antitedesca, ipotizzando Badoglio come capo del governo «ai cui ordini, dissi ai miei subordinati, ci saremmo messi tutti quanti». Nel documento sono elencati vari personaggi che, in quel momento, potevano influenzare gli eventi, compreso il "Grande Ammiraglio" per antonomasia (Paolo Thaon de Revel), il gerarca fascista Roberto Farinacci, suo amico personale, e "S.A.R. il Principe di Piemonte" (Umberto II di Savoia) come persona vicina al re Vittorio Emanuele III.
Il principe Umberto avrebbe dovuto, secondo le intenzioni di questo ipotizzato "colpo di Stato", riassumere il potere esautorando Mussolini e portare l'Italia fuori dalla guerra. Sempre secondo il documento, lo stesso Farinacci sarebbe stato d'accordo sulla destituzione di Mussolini. Secondo quanto riportato nel memoriale, Cavallero affermava di aver organizzato un movimento insieme a Giovanni Maria Visconti Venosta e all'industriale cartario Luigi Burgo, liberale, monarchico, senatore e suo "buon amico". Questo movimento avrebbe avuto, per la sua attuazione, un finanziamento di cento milioni di lire.
Durante un colloquio con l'ambasciatore tedesco a Roma Hans Georg von Mackensen, Cavallero avrebbe disapprovato la creazione di un comando unificato in Italia con i tedeschi in posizione predominante, e anzi avrebbe visto possibile solo un comando italiano con i tedeschi in subordine. Dopo la liberazione di Mussolini del 12 settembre 1943, e avendo i tedeschi nel frattempo schiacciato ogni resistenza da parte delle forze armate italiane, Cavallero venne ospitato a cena il 13 dal maresciallo Albert Kesselring, che gli avrebbe fatto trovare una copia del memoriale sul tavolo, "dimenticata" da Badoglio nella sua fuga verso Brindisi, e in seguito il generale si sarebbe suicidato con un colpo di pistola. Gli storici nutrono però alcuni dubbi su questa ricostruzione, principalmente perché Cavallero era mancino ma la pistola fu rinvenuta nella sua mano destra.